# Perdita sedulosa
Perdita sedulosa är en biart som beskrevs av Timberlake 1971. Perdita sedulosa ingår i släktet Perdita och familjen grävbin. Inga underarter finns listade i Catalogue of Life.